# Tambuyukon
Tambuyukon (malajsky: Gunung Tambuyukon) je svou nadmořskou výškou 2579 m třetí nejvyšší hora nejen Sabahu, ale celé Malajsie.

## Situace
Nachází se v pohoří Crocker, je vzdušnou čárou vzdálena 18 km od nejvyšší hory Kinabalu (4095 m) a je součásti národního parku Kinabalu. Rozkládá se na hranici tří sabažských okresů: Ranau, Kota Marudu a Kota Belud. Hora nemá výrazný vrcholek, má rozdvojeno vrcholovou partií podobnou dvouhrbému velbloudu, která je z důvodu hojného deště velmi často zahalena do mlžného oparu. Trojici nejvyšších hor Malajsie doplňuje nedaleká Trus Madi vysoká 2642 m.
Tambuyukon je vytvořena hlavně z magmatických ultramafických hornin, které byly vytlačeny z hlubin k povrchu tektonickými pochody, má nejvyšší koncentraci ultramafických nevýživných hornin v celém Sabahu.

## Význam
V minulosti bylo nejvýznamnější dřevo, které poskytovaly horské lesy. Po vytvoření národního parku Kinabalu se rozšířila snaha více chránit místní přírodu a propagovat její zvláštnosti. Proto se i v Sabahu stále více a více propaguje horská turistika přinášející finanční zdroje a poskytující práci místním lidem.
Hora Tambuyukon je o dost nižší než častěji navštěvována nejvyšší hora Kinabalu, přesto je na ní výstup delší a namáhavější. Je ze tří nejvyšších hor tou nejméně navštěvovanou, což je dáno její odlehlosti, špatnou přístupností a nutnosti vykonat podstatnou část cesty po neustále stoupajících a zase klesajících horských stezkách.
Tento "výlet" trvá podle zvoleného programu čtyři dny a tři noci až šest dnů a pět nocí. Vše je regulováno, výprava musí být předem objednaná a nutno zaplatit mnohé poplatky. Je počítáno i s nosiči, neboť je potřeba vzít si sebou všechno jídlo a výbavu, povinné jsou ponožky odpuzující hojné pijavice. Cesta vede národním parkem a je povoleno pohybovat se pouze po vyhrazené trase a jen s doprovodem. Přespává se v provizorních přístřešcích, obvykle často prší.

## Flora, fauna
Během cesty lze vidět mohutné bělokoré stromy čeledi dvojkřídláčovitých i mnohé přízemní raflézie. Od nadmořské výšky cca 1500 m lze spatřit mnohé láčkovky, např. Nepenthes edwardsiana, Nepenthes rajah, Nepenthes villosa a horské orchideje a pěnišníky. Vrcholové partie jsou téměř výhradně porostlé nevysokými druhy balmínu a na kamenitých či mechových úbočích roste stálezelený horský les a jsou na nich četná vřesoviště.
Exotická zvířata, které v oblasti běžně žijí, bývají během pohybu lidí obvykle zaplašena a lze poslouchat jen zpěv ptáků, kterých tam žije přes 320 druhů a pozorovat některé z více než tisícovky druhů motýlů.

## Galerie

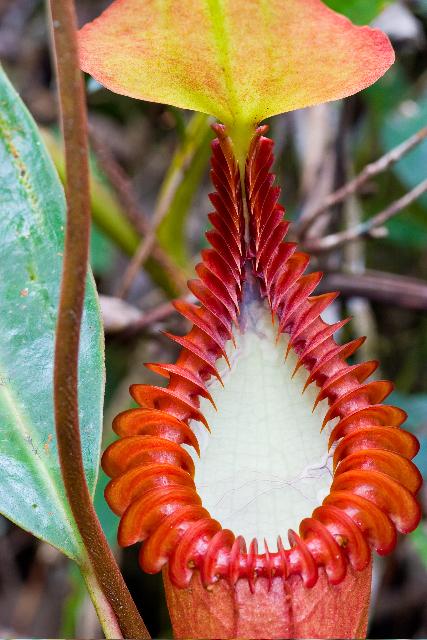
Nepenthes edwardsiana
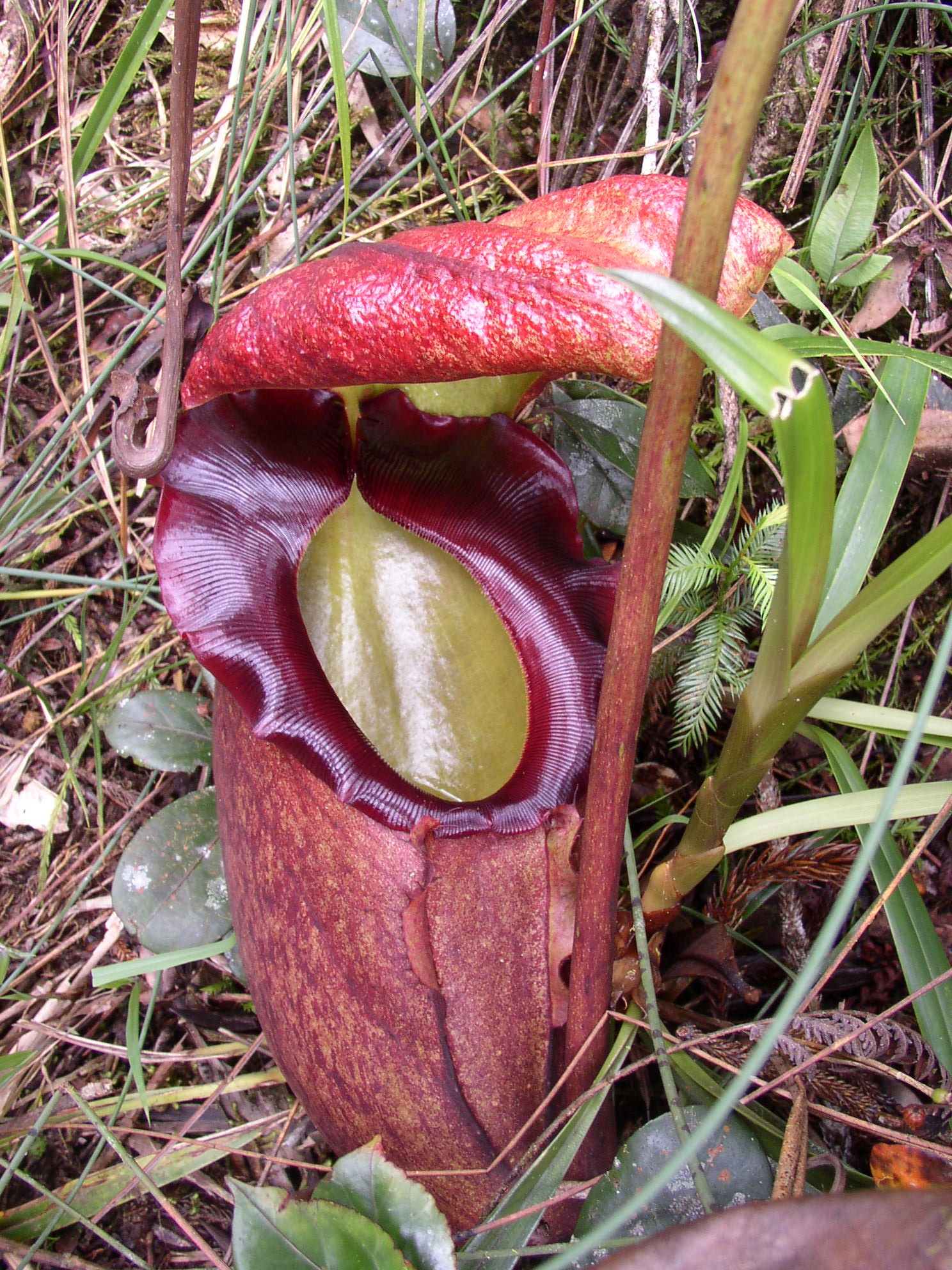
Nepenthes rajah
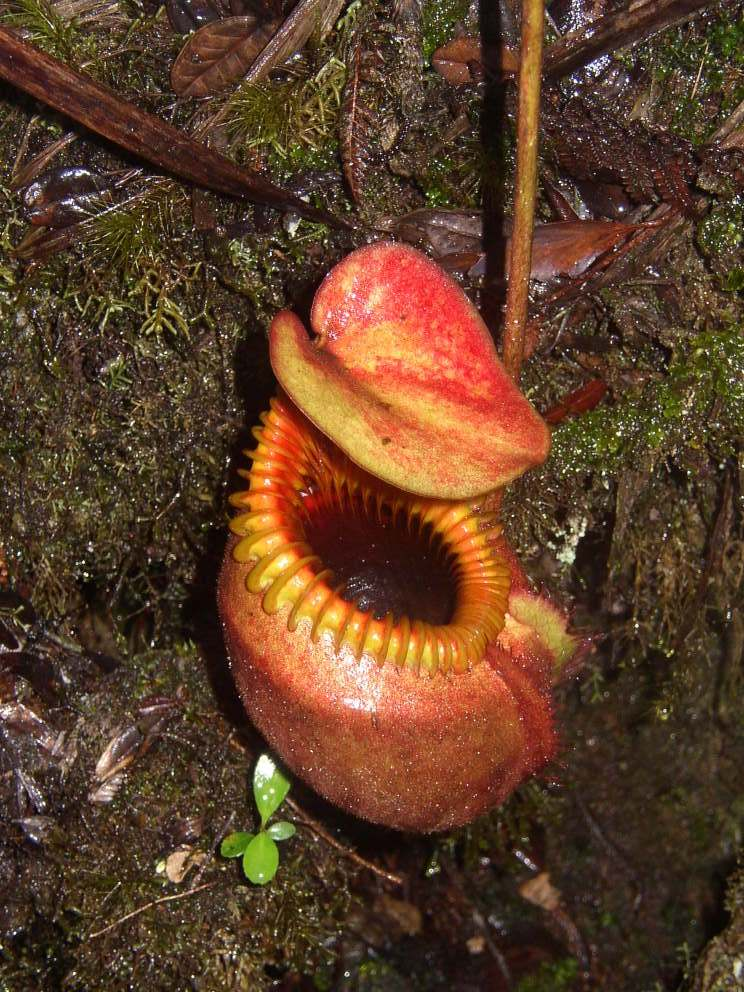
Nepenthes villosa
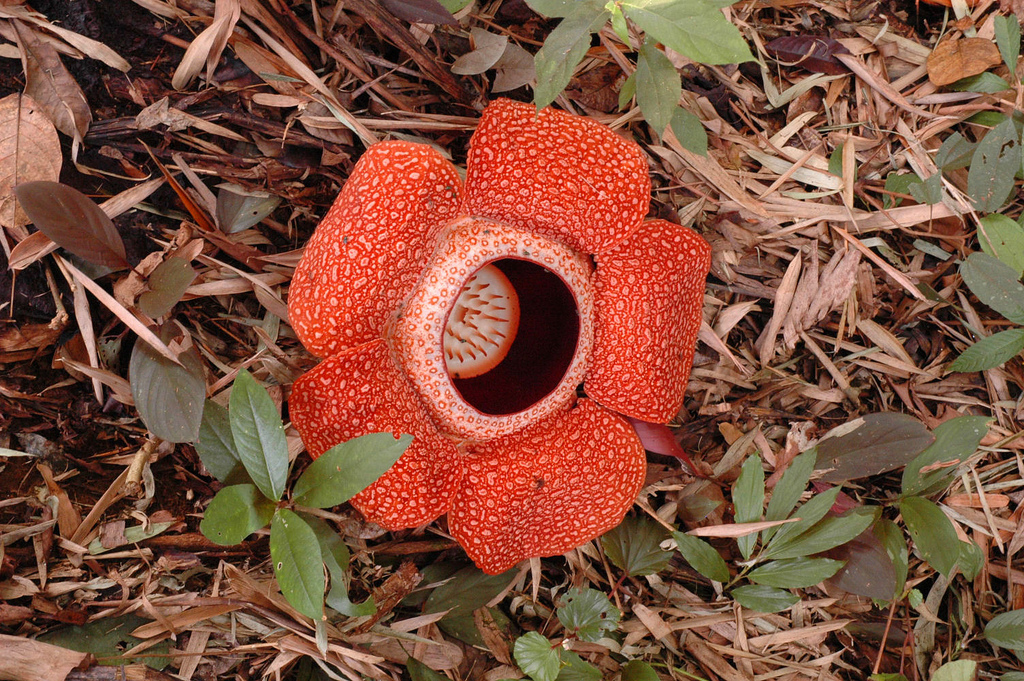
Rafflesia keithii
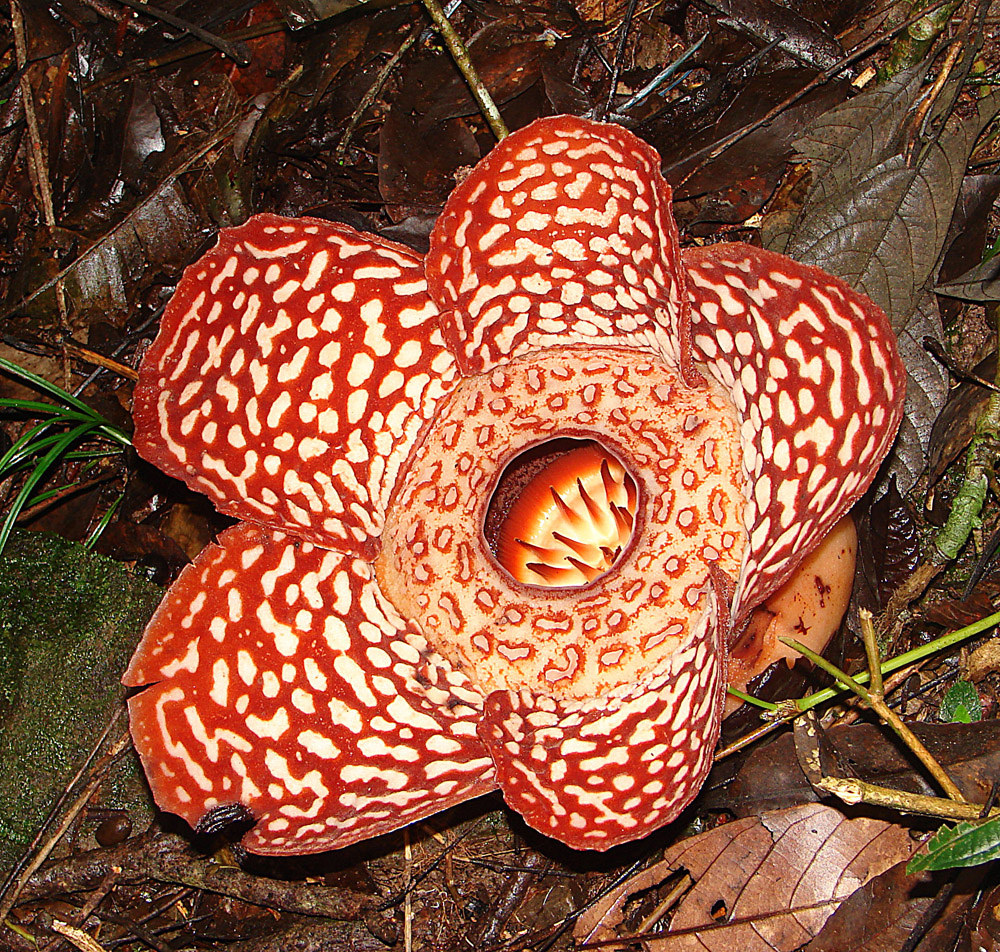
Rafflesia pricei